# Јозеф Хермал
Јозеф Хермал (мађ. Hermál József; Велики Бечкерек, 11. јануара 1891 — Зрењанин, 17. маја 1957.) је био југословенски комунистички револуционар немачког порекла и учесник Мађарске Револуције 1919. године. Био је једини Немац који је до Другог светског рата био члан Централног комитета Kомунистичке партије Југославије и секретар Обласног комитета KПЈ за Војводину. Такође је био прва особа из редова несловенских мањина која је седела у ЦK KПЈ.
У Другом светском рату се није борио због проблема са здрављем и поодмаклог узраста, али је свеједно ухапшен од стране нацистичких власти и осуђен на принудни рад. После протеривања Немаца из Југославије 1944–1945. године, Хермалу и његовој породици дозвољено је да остану у Зрењанину, где је живео до своје смрти. У последњих петнаест година свог живота, био је поново политички активан и учествовао је у изградњи социјализма.
Партијски псеудоним био му је Кауфман. У литератури се понекад нетачно наводи да је био мађарске националности, или му се презиме нетачно наводи као "Херман".

## Биографија
Јозеф Хермал родио се у Великом Бечкереку 11. јануара 1891. године, у радничкој породици. Његов отац Јозеф Хермал Старији, "више Немац него Мађар", био је зидар по занимању, синдикално активан радник, атеиста и члан Мађарске социјалдемократске партије. Јозеф млађи је био једно од осморо деце, али само ће их четворо (он, брат и две сестре) преживети детињство у тешким условима када је много новорођенчади умирало. Мајка, Јоханна Бергх, била је домаћица. У документима се као матерњи језик Хермалових наводи немачки, мада се једнако добро служио и мађарским језиком.
Породица је живела сиромашно, а Јозеф старији деци је пружио секуларно образовање. Kада су Хермалови били превише сиромашни да деци приуште поклоне за Божић, отац им је рекао да је тај празник ионако лаж коју су измислили богати, а да ће они добити поклоне за Први мај. Пошто је био антиклерикално настројен, Хермалов отац једном приликом претукао је католичког свештеника зато што му је у школи тукао дете прутом. Прва два разреда основне школе Хермал је завршио у Будимпешти, а породица се потом преселила назад у Велики Бечкерек. Отац је био на челу социјалдемократске организације Бечкерека од 1898. до 1903, када је након краће болести изненада преминуо. Дванаестогодишњи Јозеф млађи тада је похађао трговачку школу и паралелно радио као шегрт. 1905. године напушта школу, што је вероватно повезано са сиромаштвом у које је породица бачена смрћу оца. Kако је дечји рад био легалан у Аустро-Угарској, Јозеф Хермал почиње да ради пуно радно време и већ са шеснаест година постаје синдикално организовани радник. Прво ће краће време радити у иностранству, а потом ће се вратити у родни крај, где ће постати социјалистички агитатор, борећи се за радничка права и опште право гласа. Радио је као трговачки помоћник и као конобар.
Kада је избио Први светски рат, Хермал је заузео антиратно становиште, због чега ће више пута бити прекомандован, мада ни у једном тренутку није пао у заробљеништво нити се добровољно предао. Више пута је рањаван, и добио је укупно девет ордена, који ће му касније бити одузети када је хапшен као комуниста.  Kада је почетком 1918. добио допуст, отишао је у Темишвар. Тамо се снабдео антиратном литературом и лецима које је онда делио на румунском фронту, међу војницима и радницима око Букурешта и Плоештија. Због антиратне агитације је онда по казни добио премештај у окупирани Скадар.

### Мађарска Револуција 1918–1919. године
После пада Аустро-Угарске Монархије крајем 1918. године, Хермал је био члан Народне гарде у Великом Бечкереку, у тренутку када је проглашена Банатска Република, формално радничка држава чији крајњи циљ је било уједињење са Мађарском Републиком. Одатле одлази у Сегедин и тамо дочекује успостављање Мађарске Совјетске Републике. У априлу 1918. године, Хермал је од стране војника и Народне страже изабран за делегата сегединског совјета радника, војника и сељака. Био је један од најважнијих вођа бољшевичких трупа у Сегедину.
По сопственим тврдњама, поред војске, организовао је синдикат, финансије и полицију. Агитовао је међу француском војском стационираном у граду. Путовао је у Будимпешту по партијским задацима и тамо упознао Бела Kуна. Kада је француска војска преузела контролу над Сегедином, Хермал је постао партијски курир између Будимпеште и Великог Бечкерека, који је одржавао везе између мађарских и југословенских комуниста и разносио партијску литературу.

### Партијски рад у Великом Бечкереку
После пропасти Мађарске Совјетске Републике, Хермал се у августу 1919. године вратио у родни Бечкерек. Тамо се повезао са крајњим левим крилом Социјалистичке радничке партије Југославије (комуниста), које је предводио Јозеф Биндер, као и са групом пелагићеваца, радикалних повратника из Совјетске Русије. Био је секретар Савеза трговачких помоћника и приватних намештеника, као и члан Месног синдикалног већа за Велики Бечкерек.
Изабран је као делегат СРПЈ(к) из Бечкерека за Вуковарски конгрес, на ком ће партија променити име у Комунистичка партија Југославије и приступити Комунистичкој интернационали. Хермал је, као присталица курса присуступања Коминтерни, изабран у Централно партијско веће, односно Централни комитет КПЈ. Тиме ће постати једина особа немачке националности која ће седети у овом највишем партијском управном телу пре Другог светског рата (након револуције 1945. године, ту функцију вршиће још један југословенски Немац, Тома Гранфил).
Крајем октобра и почетком новембра 1920. године, Херман је био у Загребу, где је одржан конгрес уједињења приватних намештеника, на којем су синдикално организовани приватни намештеници и формално постали део комунистичког Централног радничког синдикалног већа Југославије. Тврдио је да је од 570 приватних намештеника у Бечкереку, чак 550 у синдикату, и да у целој Војводини, због снаге синдиката, чак и синдикално неорганизовани радници редовно користе његове структуре за вођење чисто економских акција.
Упркос подели партије на комунисте и "центрумаше", који су се противили приступању Коминтерни, КПЈ у Бечкереку је наставила да расте. Крајем 1920. године, имала је око 800 чланова, од чега је било 318 жена. Савез комунистичке омладине Југославије је истовремено окупљао око 200 људи. На предизборном митингу новембра месеца те године, на ком је говорио Филип Филиповић, скупило се преко 2000 људи, што указује да је број симпатизера био и већи. Упркос томе, КПЈ није остварила велики успех на изборима за Уставотворну скупштину, пошто припадницима националних мањина, Немцима и Мађарима (којих је тада у граду било око 5000 више него Срба) није дозвољено да гласају на основу националности. Међутим, партија је у чисто српским околним местима, попут Кумана, Меленаца, Ботоша, Арадца и Елемира, освојила апсолутну већину гласова. У Бечкереку су комунисти били трећа по снази партија са 14,4% гласова.

### Илегални партијски рад
После проглашења Обзнане, Хермал почиње да организује илегалну партијску организацију. Бечкерек је био једно од ретких места где је моментално успешно основана партијска организација, захваљујући раду Николе Ковачевића. Према Хермаловој каснијој изјави, "сваки кварт и свака улица имала је своју групу и свог повереника". Паралелно са илегалним организацијама, Хермал покушава да делује легално кроз синдикате, али је овај покушај осујећен полицијском репресијом. Након неуспелог покушаја атентата на регента Александра, Хермал је ухапшен, заједно са још 25 бечкеречких комуниста, због веза са Ковачевићем. Због недостатка доказа, до краја године су сви пуштени на слободу.
Након доношења Закона о заштити државе, илегална КПЈ додатно је ослабљена јер су њене присталице већином пришле или Социјалистичкој партији Југославије или преко Немачке странке, пошто су се обе партије, у легалним оквирима, залагале за мањинска права и за аграрну реформу која не дискриминише по националној основи, односно која би поделила земљу и сељацима немачке националности. Упркос томе, водећи немачки комунисти Бечкерека, укључујући и Хермала, остају на комунистичким позицијама и настављају илегални рад. Јануара 1922. године, комунисти недавно ослобођени из затвора, предвођени Хермалом и Јозефом Биндером, организују градску синдикалну конференцију, којој присуствује око триста радница и радника. Дистанцирају се од реформистичког Главног радничког савеза Југославије и у наредних две године скоро удвостручују број синдикално организованих на 555. Хермал је у том тренутку постао секретар месног синдикалног већа Независних синдиката.
Јануара 1923. године основана је Независна радничка партија Југославије као легално крило забрањене КПЈ. Хермал учествује у оснивању партијске организације у Великом Бечкереку и бива изабран за обласног секретара НРПЈ за Војводину, што је значило и да је истовремено обласни секретар КПЈ (он је био задужен за Банат, док је други обласни секретар, Никола Ковачевић, био задужен за Бачку и северни Срем). У исто време Хермал присуствује и на Другој земаљској конференцији КПЈ у Бечу. Пошто је перфектно говорио немачки, био је својеврсни "водич" читаве групе комуниста придошлих на конференцију. Као делегат бечкеречке организације, изабран је за члана Извршног одбора Централног партијског већа КПЈ, односно за члана Политбироа Централног комитета. На тој конференцији, први пут је победу однела лева фракција КПЈ, која се залагала за радикализацију комунистичке политике зарад стварања револуционарне ситуације. Одлучено је да се савез између радништва и сељаштва гради на платформи права на самоопредељење до отцепљења, пошто је национализам сматран за израз класног интереса сељака. Херман тада предлаже стварање радничких новина на немачком језику, али ће се тај план остварити тек пола деценије касније.
Током 1924. године, Хермал и Михаел Серво покушавају да врате у посед синдиката зграду Радничког дома у Бечкереку, у коју се својевољно уселио један полицијски поткапетан, те успевају да добију назад бар неколико просторија, док остале и даље незаконито заузима полиција. Исте године, Хермал је поново биран за обласног секретара НРПЈ. Када је, у лето те године, НРПЈ забрањена по Закону о заштити државе, Хермал је поново ухапшен.

### Дискусија о националном и сељачком питању
Јозеф Хермал је активно учествовао у дискусијама о националном и сељачком питању у КПЈ. На Другој земаљској конференцији 1923. године подржавао је позиције партијске левице које су нагињале федералном уређењу Југославије или њеном растурању зарад стварања Балканске федерације. Истакао је да, у будућој држави, "Војводина не сме припасти Србији." На Трећој земаљској конференцији, подржавао је партијску левицу против настојања деснице да са дневног реда скине дискусије о националном и аграрном питању, и гласао за резолуцију којом је прихваћена политика права на самоопредељење до отцепљења.
Међутим, током дискусија које су се водиле 1924. године, драстично је променио мишљење. Већина партијске организације Великог Бечкерека, са Хермалом на челу, определила се за гледиште партијске деснице, која је одбила платформу самоопредељења до отцепљења као политику привлачења сељаштва у радничку партију. Политику самоопредељења сада су перципирали као политику капитулације пред грађанским национализмом и потчињавања националне борбе класној. У овоме је Хермала подржао и други обласни секретар за Војводину, Никола Ковачевић. У октобру 1924. године, на партијском референдуму, бечкеречка организација предвођена Хермалом отворено се изјаснила против политике руководства према националном питању. Иако су се противили политици самоопредељења до отцепљења, бечкеречки комунисти су се борили против националне дискриминације, те су водили акције против забране Културбунда, тада чисто немачког културног удружења, од стране југословенске полиције.
Због унутарпартијских спорова, левица, коју предводи Триша Кацлеровић и која је током 1924. године имала већину, након забране НРПЈ доноси одлуку да смени Јозефа Хермала са места обласног секретара КПЈ за Војводину. Повод је била Хермалова изјава листу Торонтал, бечкеречким грађанским новинама, да се Обласни комитет не слаже са политиком Централног комитета. Давање поверљиве изјаве о унутарпартијским неслагањима некомунистичкој штампи сматрано је за озбиљно кршење партијске дисциплине у условима илегалности. Обласни комитет је након овог спора пренешен из Великог Бечкерека у Нови Сад, јер се у потоњем месту већина у руководству слагала са политичким позицијама леве фракције.
Упркос критикама упућеним од стране леве фракције, Хермал и Никола Ковачевић биће носиоци листе Радничко-сељачке републиканске странке за Велики Бечкерек и Кикинду на парламентарним изборима у фебруару 1925. године. Заузврат, десничарски комитет Великог Бечкерека прихватио је превласт и ауторитет новог Обласног комитета КПЈ за Војводину у Новом Саду Међутим, након пола деценије полицијске репресије, партија која је 1920. године освојила преко 20.000 гласова добила је овај пут само 1.187 гласова и није ушла у Скупштину. У Великом Бечкереку, радничко-сељачка листа освојила је 6,08 посто гласова, што је било више од просека за великобечкеречки округ (где су укупно освојили 2,2 посто).

### Политички пад и пасивизација
У време избора 1925. године почиње политичка маргинализација Јозефа Хермала, који је, поред кршења партијске дисциплине, озбиљно оптуживан за нерад и неодговорност. Исте године је искључен из KПЈ. Према речима историчара и предратног комунисте Арпада Лебла, Хермал је постао алкохоличар, због чега више није разматран за руководеће положаје. Kако се од алкохолозима лечио, сам је касније тврдио да му напредак у партији пре свега није дозвољен јер је након дискусије о националном питању 1924. и 1925. године заузео антифракционашки став.<реф наме="лебл"/> Kако је упркос свему и даље био активан комуниста, 1925. учествује у протестима против пораста станарина у Зрењанину, а потом се сели у оближњу Мужљу и тамо даље партијски делује. Отвара кафић, који се заправо користи као место окупљања локалних сељака-комуниста. 1927. године је ухапшен пошто је у првомајском говору у Бечкереку вређао краља Александра и за то је осуђен на четири године затвора. Међутим, већ 1929. године се помиње да је Хермал ухапшен у Бечкереку због растурања првомајских летака, што упућује на то да је раније пуштен на слободу. Након 1931. године, Хермал се политички пасивизирао. Тридесетих ради као тесар, зидар и трговац.
Након Априлског рата и успоставе фашистичке власти у Банату, "колебања и неизвесност захватили су пре свега неке старије комунисте немачке народности", па тако и Хермала, који је по речима историчара Ђорђа Момчиловића, 1941. године био "изгубљен за раднички покрет". Такође напомиње да је Хермал био сувише стар и болестан да би активно учествовао у партизанском покрету. Упркос томе, немачке окупационе власти хапсе га одмах након напада на Совјетски Савез као раније познатог комунисту. 18. фебруара 1942. године, педесетједногодишњи Хермал, оболео од дијабетеса, осуђен је од стране нацистичких власти на принудни рад и одведен у логор Ораниенбург крај Берлина. Ту ће остати све до марта 1944. године.
После ослобођења, Хермал је радио у синдикатима и у организацијама народног фронта Југославије. Учествује у радним акцијама, на изградњи железница, изградњи Новог Београда, ради у фабрикама и пољима Баната. 1951. године, након личне интервенције Моше Пијаде, Хермалу је додељена пензија у износу од 4.000 динара месечно. Постаје члан градског комитета Народног фронта Југославије и Савеза бораца. Умро је у зрењанинској болници 17. маја 1957. године, од рака грла који се проширио на плућа. У последњим данима писао је мемоаре, који нису објављени, и законодавне предлоге које је планирао да упути Савезној народној скупштини.